# Pokémon 14: Zwart, Victini en Reshiram & Wit, Victini en Zekrom
Black: Victini en Reshiram en White: Victini en Zekrom zijn Japanse animefilms geregisseerd door Kunihiko Yuyama. Samen vormen zij de veertiende Pokémonfilm. De films gingen in première op 16 juli 2011 in Japan. De films volgt Victini, de victorie Pokémon, de witte yang Pokémon Reshiram en de zwarte yin Pokémon Zekrom. Beide films combineren komedie, drama, actie, en fantasy. De gebeurtenissen uit de twee verschillende versies van de film vinden plaats tijdens het veertiende seizoen, Pokémon: Black & White.
De twee sides of Every Little Thing's double A-side single "Sora/Koe" (宙 -そら-/響 -こえ-, lit. "Air/Voice") dienen als de aftitelingsongs voor de twee films; "Sora" is de themesong voor de Zekrom-versie En "Koe" is de themesong voor de Reshiram-versie.
De films zijn oorspronkelijk uitgegeven in Japan als Pocket Monsters Best Wishes! The Movie: Victini en de Witte Held: Reshiram (劇場版ポケットモンスター ベストウイッシュ ビクティニと白き英雄 レシラム, Gekijōban Poketto Monsutā Besuto Uisshu Bikutini to Shiroki Eiyū Reshiramu) en Pocket Monsters Best Wishes! The Movie: Victini en de Zwarte Held: Zekrom (劇場版ポケットモンスター ベストウイッシュ ビクティニと黒き英雄 ゼクロム, Gekijōban Poketto Monsutā Besuto Uisshu Bikutini to Kuroki Eiyū Zekuromu).